# Azioni di pacificazione nella Polonia occupata dai tedeschi

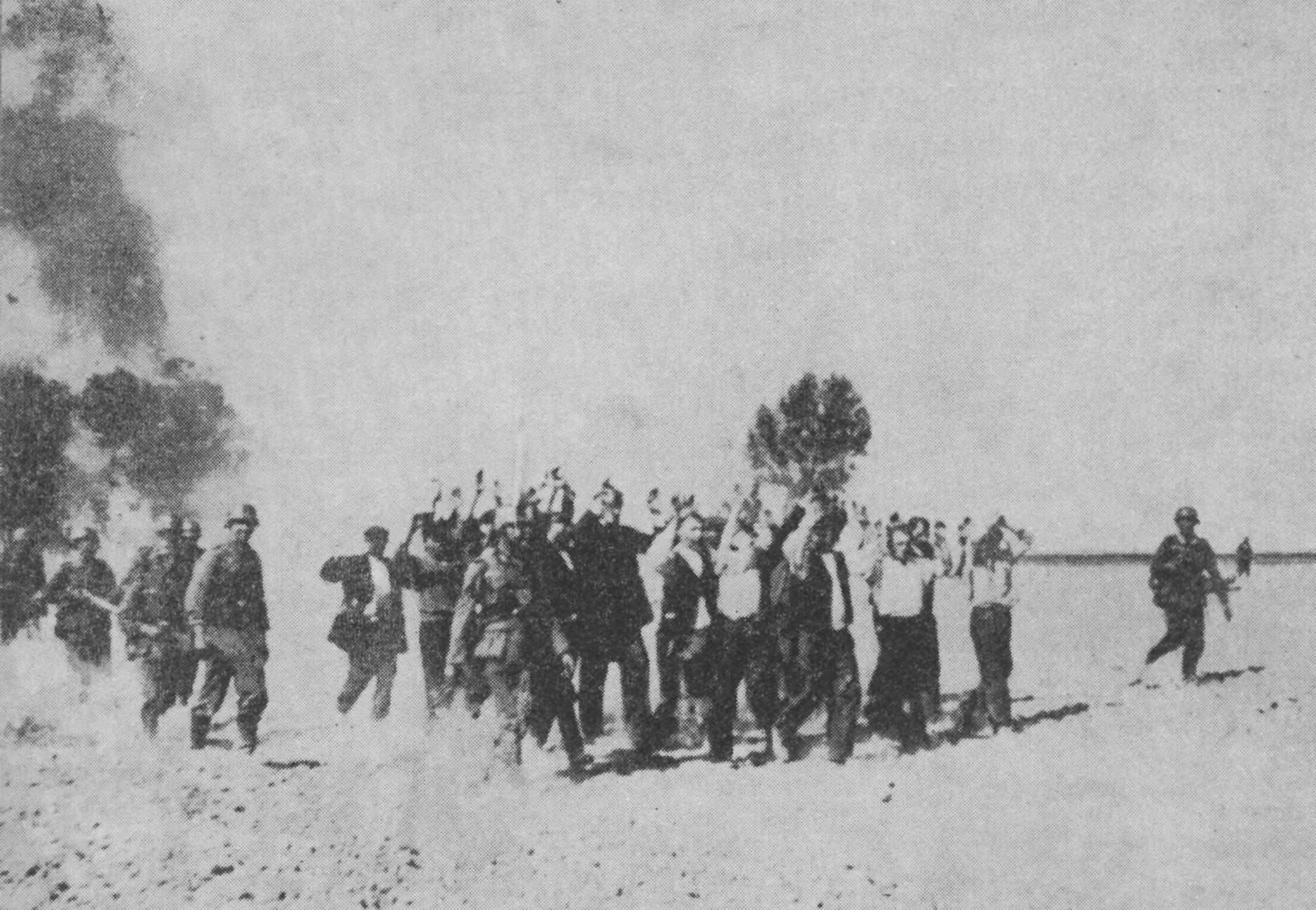
Esecuzione degli ostaggi polacchi da parte dei soldati tedeschi nel settembre 1939 fuori dal villaggio pacificato.

Le azioni di pacificazione nella Polonia occupata dai tedeschi durante la seconda guerra mondiale furono una delle tante misure punitive progettate per incutere terrore nella popolazione civile locale tramite l'intervento delle forze militari e di polizia. Furono una parte integrante della guerra di aggressione condotta dalla Germania nazista dal 1º settembre 1939. L'obiettivo previsto delle operazioni di pacificazione fu la soppressione del movimento di resistenza polacco, ma tuttavia, tra le vittime vi furono anche bambini di appena un anno e mezzo, donne, padri che cercarono di salvare le proprie famiglie, agricoltori che si precipitarono a salvare il bestiame dagli edifici dati alle fiamme, pazienti ospedalieri, vittime già ferite e ostaggi di molte altre etnie tra cui polacchi ed ebrei.
I crimini di guerra commessi durante le azioni di pacificazione furono indagati dall'Ufficio centrale di giustizia della Germania occidentale a Ludwigsburg nel settembre 1959 e, in conformità con il codice penale tedesco (§ 78/3 pt. 2 e § 212), respinti perché già scaduti i termini di prescrizione. Non furono condotte ulteriori indagini fino al giugno 1971, quando anche i crimini del 1939 della 1ª divisione Panzer in Polonia (Polenfeldzug) furono respinti dopo una dichiarazione del maggiore Walther Wenck accettata in buona fede. Le inchieste dell'Istituto Polacco della Memoria Nazionale sui massacri sono ancora in corso.
I dati raccolti in Polonia confermano la completa distruzione di 554.000 fattorie valutate per 6,062 milioni di złoty (valuta del 1938) con 8 milioni di bovini e cavalli morti, oltre alle terribili perdite umane. Diverse centinaia di villaggi furono completamente distrutti. In appena un anno e mezzo tra il 1º gennaio 1943 e il 31 luglio 1944, l'esercito della Wehrmacht da solo condusse 1.106 azioni di pacificazione nella Polonia occupata, indipendentemente dalle operazioni condotte dalle Einsatzgruppen e delle forze ausiliarie, oltre all'Olocausto degli ebrei già in corso.

## Contesto storico

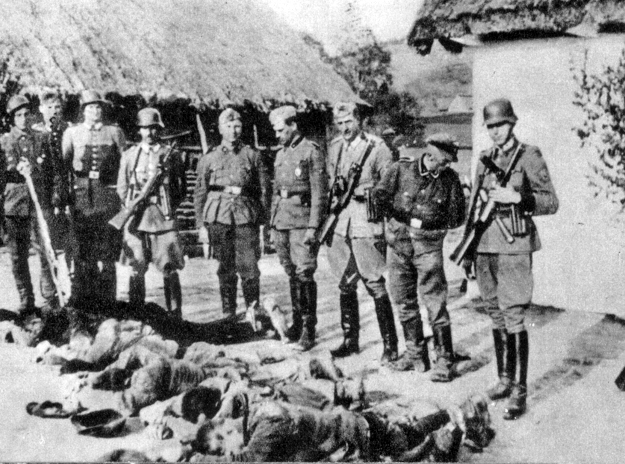
Contadini polacchi uccisi dalla polizia tedesca vicino a Radom nel 1943.

Le operazioni di pacificazione furono introdotte insieme a tutte le altre politiche di sterminio dirette contro la Polonia già nel settembre 1939, esercitate su larga scala con l'assassinio confermato di circa 20.000 abitanti tramite i massacri nelle aree del Governatorato Generale e nelle vicinanze di Białystok e della Grande Polonia: furono presi di mira circa 825 insediamenti polacchi, l'esercito tedesco regolare condusse 760 esecuzioni di massa durante la marcia attraverso la Polonia centrale. Le perdite materiali dovute alla distruzione arbitraria della campagna polacca, non correlata a manovre militari, sono stimate in 30 milioni di złoty nella sola area del Governatorato Generale.
Come notato dagli storici della seconda guerra mondiale, le azioni di pacificazione furono separate da quelle dell'operazione Tannenberg. Non fecero parte delle uccisioni indiscriminate da parte degli squadroni della morte mobili Einsatzkommando, attivi durante l'invasione della Polonia del 1939, e caratterizzati da attacchi spesso deliberati da parte delle forze d'invasione, con la partecipazione attiva della minoranza tedesca che viveva in Polonia i cui uomini si unirono ai battaglioni armati delle SS, i Volksdeutscher Selbstschutz della Prussia occidentale, dell'Alta Slesia e del Warthegau: in totale, fino a 200.000 polacchi persero la vita all'inizio della guerra, indipendentemente dalla natura del conflitto e, allo stesso modo, oltre 100.000 polacchi morirono nelle operazioni di bombardamento della Luftwaffe.
Le azioni di pacificazione furono condotte nella Polonia centro-occidentale e nelle regioni orientali di Kresy riconquistate dall'URSS nel 1941, compreso il Voivodato della Polesia, il Voivodato di Nowogródek e altre regioni comprendenti la maggior parte dell'attuale Bielorussia occidentale. Queste tattiche furono i principali mezzi sfruttati nell'Olocausto nella Polonia occupata: circa 627 villaggi furono rasi al suolo dalle SS nella Polonia orientale, con l'aiuto dei battaglioni collaborazionisti tra cui bielorussi, ucraini e altri, durante 60 operazioni di pacificazione e 80 punitive. I battaglioni della Guardia Nazionale Bielorussa (BKA) massacrarono circa 30.000 ebrei durante la pacificazione dei villaggi. La punizione collettiva durante tali operazioni fu utilizzata per scoraggiare la possibilità di dare rifugio ai prigionieri di guerra sovietici e di aiuto a qualsiasi forza di guerriglia. Le pacificazioni inclusero lo sterminio di interi villaggi, comprese donne e bambini, le espulsioni, gli incendi delle abitazioni, la confisca delle proprietà private e l'arresto. In molti casi le operazioni di questo tipo, condotte congiuntamente dai battaglioni Einsatzgruppen e dall'Ordnungspolizei tedesca, furono caratterizzate dall'estrema brutalità. Un esempio di tali tattiche fu il rogo di 91 ostaggi tra cui 31 donne e 31 bambini nel villaggio di Jabłoń-Dobki nella regione di Białystok dell'8 marzo 1944.

### Avanzata tedesca in Polonia

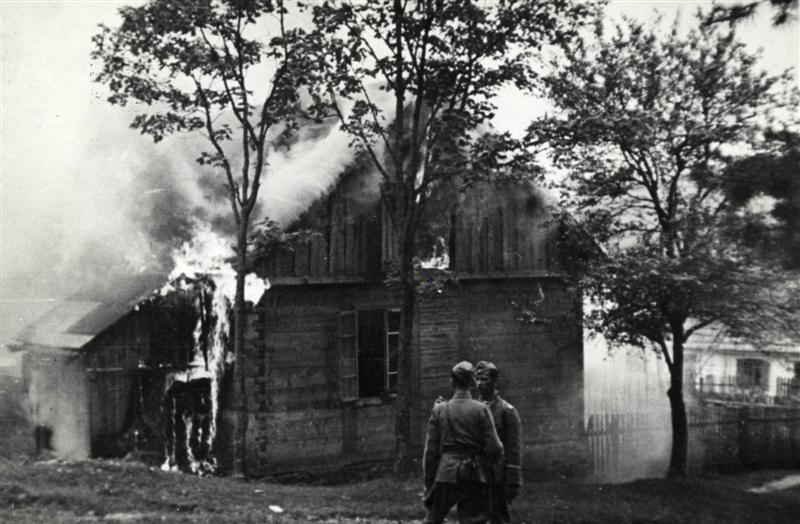
Pacificazione di Michniów, 12-13 luglio 1943; strage di 204 abitanti: 102 uomini, 54 donne e 48 bambini.

La prima azione di pacificazione, condotta sul campo da ufficiali e soldati della Wehrmacht, ebbe luogo a Złoczew il 3 e 4 settembre 1939, durante la quale i soldati tedeschi uccisero circa 200 polacchi. Secondo lo storico Alexander Rossino, l'atrocità fu commessa con la partecipazione della 1. SS-Panzer-Division "Leibstandarte SS Adolf Hitler" (LSSAH), coinvolta anche nell'assassinio di altri 50 ebrei polacchi a Błonie nei pressi di Varsavia, e nelle sparatorie a Bolesławiec, Torzeniec, Goworowo, Mława e Włocławek. La LSSAH incendiò i villaggi lungo la strada senza alcuna giustificazione di tipo militare.
L'Istituto della memoria nazionale polacco ha documentato l'uso della forza militare con l'obiettivo di infliggere terrore nei civili e di conseguenza sopprimere la resistenza polacca. Un esempio fu l'azione di rappresaglia da parte delle unità della 19. Panzer-Division nelle operazioni della brigata di cavalleria Suwalska dell'esercito polacco. La sera del 13 settembre 1939 furono uccise tredici persone di Olszewo e dieci persone del vicino villaggio di Pietkowo. Tra le vittime degli abitanti del villaggio ci furono donne e bambini assassinati in diversi e brutali modi, come pugnalate con baionette, sparatorie, fatte a pezzi dalle granate e bruciate vive nei fienili.
Secondo l'articolo di Witold Kulesza pubblicato su Komentarze Historyczne, il reggimento tedesco SS-Leibstandarte "Adolf Hitler" della 17ª divisione arrivò a Złoczew il 3 settembre 1939 su motociclette e biciclette. L'incendio della città e le uccisioni di massa iniziarono la stessa notte. Secondo la testimone oculare Janina Modrzewska, sopravvissuta alla pacificazione di Złoczew, i soldati uccisero tutti quelli che videro. Le vittime totali ammontarono a 200 morti. Dall'alto, gli aerei della Luftwaffe bombardarono i villaggi di Momoty Dolne, Momoty Górne, Pawłów, Tokary, Sochy e Klew. Alcuni luoghi furono sottoposti a molteplici operazioni di pacificazione. Nella città di Aleksandrów nella contea di Biłgoraj tra il 1939 e il 1944, le autorità tedesche uccisero 290 civili (444 secondo WIEM), ne ferirono 43, ne deportarono 434 nei campi di lavoro forzato e diedero alle fiamme almeno 113 famiglie.
La regione di Białystok cadde due volte sotto l'occupazione tedesca. Invasa dalla Wehrmacht nel 1939, fu teatro delle azioni di pacificazione ancor prima di essere ceduta ai sovietici, due settimane dopo, in conformità con il patto nazi-sovietico. Fu nuovamente invasa nel corso dell'operazione Barbarossa con risultati simili: circa 750 villaggi videro almeno 10 abitanti assassinati e almeno 75 villaggi sono stati completamente distrutti.
Il moderno diritto internazionale considera questo tipo di azioni contro i civili come genocidio, sia nel caso di operazioni condotte all'interno dei confini nazionali sia nei territori occupati.

### Lo spopolamento forzato di Zamojszczyzna
Tra il novembre 1942 e il marzo 1943, su ordine diretto di Heinrich Himmler, 116.000 uomini e donne polacchi furono espulsi in pochi mesi durante l'Azione Zamość. Nella storiografia polacca gli eventi che circondano i rastrellamenti nazisti tedeschi sono spesso denominati come i Bambini di Zamojszczyzna per sottolineare la presenza dei circa 30.000 bambini coinvolti, strappati ai loro genitori e trasportati da Zamojszczyzna nei campi di concentramento. Le espulsioni riguardarono i distretti di Hrubieszów, Tomaszów Lubelski, Zamość e Biłgoraj, e furono completate nel marzo 1943. In totale 297 villaggi polacchi furono spopolati.

## Villaggi e vittime morte
Le indagini dell'Istituto di memoria nazionale polacco sulle pacificazioni dei villaggi si concentrano su luoghi specifici all'interno dell'attuale Polonia. Sono esponenzialmente maggiori all'interno dei confini prebellici della Repubblica.
| Villaggio    | Nº di vittime     | Villaggio    | Nº di vittime    | Villaggio          | Nº di vittime      |
| ------------ | ----------------- | ------------ | ---------------- | ------------------ | ------------------ |
| Borów        | 232 (103 bambini) | Cyców        | 111              | Jamy               | 147                |
| Kaszyce      | 117               | Kitów        | 174              | Krasowo-Częstki    | 257 (83 bambini)   |
| Krusze       | 148               | Kulno        | 100              | Lipniak-Majorat    | oltre 370          |
| Łążek        | 187               | Michniów     | 204 (48 bambini) | Milejów            | 150                |
| Mrozy        | oltre 100         | Olszanka     | 103              | Rajsk              | oltre 143          |
| Różaniec     | circa 200         | Skłoby       | 265              | Smoligów           | circa 200          |
| Sochy        | 183               | Sumin        | 118              | Szczecyn           | 368 (71 bambini)   |
| Wanaty       | 109               | Zamość       | 470              | Szczebrzeszyn      | 208                |
| Łabunie      | 210               | Krasnobród   | 285 (200 ebrei)  | Mokre              | 304                |
| Nielisz      | 301               | Nowa Osada   | 195              | Radecznica         | 212                |
| Skierbieszów | 335               | Stary Zamość | 287              | Suchowola          | 324                |
| Sułów        | 252               | Tereszpol    | 344              | Wysokie            | 203                |
| Zwierzyniec  | 412               | Kitów        | 165              | Królewiec / Szałas | oltre 100 ciascuno |

Confini prebellici e postbellici della Polonia, 1939-1945. L'Istituto della memoria nazionale limita le proprie indagini sulle atrocità tedesche commesse all'interno degli attuali confini del paese

L'elenco dei villaggi pacificati entro i confini della Polonia del dopoguerra è stato organizzato dall'IPN secondo gli undici voivodati attuali della Polonia che non furono parte della Germania nazista al momento dell'invasione del 1939. Allo stesso modo, sono stati esclusi dall'elenco tutti gli insediamenti attualmente entro i confini dell'Ucraina post-sovietica e della Bielorussia, appartenevano al Voivodato di Leopoli polacco prima della guerra: Voivodato di Nowogródek (1919-1939), Voivodato di Polesie, Voivodato di Stanisławów, Voivodato di Tarnopol, Voivodato di Wilno (1926-1939) e Voivodato di Wołyń (1921-1939).
Il numero di villaggi pacificati per ciascuno degli attuali voivodati è il seguente:
1. Voivodato della Cuiavia-Pomerania: 29
2. Voivodato di Lublino: 103
3. Voivodato di Łódź: 26
4. Voivodato della Piccola Polonia: 24
5. Voivodato della Precarpazia: 21
6. Voivodato della Podlachia: 34
7. Voivodato della Pomerania: 6
8. Voivodato della Slesia: 15
9. Voivodato della Santacroce: 53
10. Voivodato della Varmia-Masuria: 2
11. Voivodato della Grande Polonia: 26